# Stella - Ensam mor
Stella - Ensam mor (originaltitel: Stella) är en amerikansk dramafilm från 1990 i regi av John Erman. Filmen är  baserad på Olive Higgins Proutys roman Stella Dallas från 1923, som tidigare hade filmats, bland annat som Stella Dallas 1937. I huvudrollerna ses Bette Midler, John Goodman, Trini Alvarado och Stephen Collins.

## Rollista i urval
- Bette Midler - Stella Claire
- John Goodman - Ed Munn
- Trini Alvarado - Jenny Claire
- Stephen Collins - Stephen Dallas
- Marsha Mason - Janice Morrison
- Eileen Brennan - Mrs. Wilkerson
- Ben Stiller - Jim Uptegrove
- Linda Hart - Debbie Whitman
- William McNamara - Pat Robbins
- John Bell - Bob Morrison
- Ashley Peldon - Jenny (3 år)
- Alisan Porter - Jenny (8 år)
- Kenneth Kimmins - säkerhetsvakt
- Bob Gerchen - bartender
- Willie Rosario - dansande servitör
- Rex Robbins - präst
- Ron White - Tony De Banza
- Matthew Cowles - Sid
- Louis Ferreira - kokainlangare
- Peter MacNeill - Bobby
- Michael Hogan - Billy
- George Buza - George
- Eric Keenleyside - Wendell